# Северная Двина
Се́верная Двина́ — крупная судоходная река на Русском Севере, протекающая в Вологодской и большей частью в Архангельской области. Впадает в Двинскую губу Белого моря. Образуется слиянием рек Сухона и Юг. Самый верхний участок длиной 74 км до места впадения правого притока, реки Вычегды, носит название Малая Северная Двина. Порты в Архангельске и Котласе.
Длина — 744 км (с учётом Сухоны — 1310 км). Площадь бассейна — 357 тысяч км². Среднемноголетний расход воды в устье — 3420 м³/с, годовой сток — 108 км³.
Земли вдоль Северной Двины носят неформальное название Подви́нье.

## Этимология
Народная этимология объясняет название Двины как «двойная река», поскольку она образована слиянием Сухоны и Вычегды. Эту версию происхождения названия приводят ещё Сигизмунд Герберштейн в «Записках о Московии» (1549) и Александр Гваньини в «Описании Московии» (1578).
М. Фасмер считает, что название на Северную Двину было перенесено древнерусскими переселенцами с Двины Западной. Объяснить его происхождение он затрудняется.
Начиная с Я. Розвадовского, название интерпретируется как индоевропейское, поскольку переход dv- > v- свидетельствует о вторичности финской формы Viena.
А. К. Матвеев считает название балтийским по происхождению и сравнивает его с лит. dvyniai — «двойня, близнецы», либо, учитывая фин. Viena — «Двина», с лит. vienas — «один, единый», то есть «объединённая из двух рек».

## География

Бассейн Северной Двины

Под названием Малая Северная Двина река образуется слиянием рек Сухоны и Юга у Великого Устюга в Вологодской области. Далее течёт на север, в Архангельскую область. Возле Котласа в водоток впадает крупнейший приток Вычегда (при слиянии она несёт больше воды, чем Малая Северная Двина, годовой сток которой составляет 23 км³ против 36 км³ у Вычегды), после чего река поворачивает на северо-запад, а затем постепенно на север. Почти на самом севере сливается с Пинегой. Ниже впадения Пинеги Северная Двина разбивается на протоки с многочисленными островами, ширина долины возрастает до 18 км. Дельта Северной Двины (площадь дельты — около 900 км²) начинается от Новодвинска. Возле Архангельска и Северодвинска Северная Двина многими рукавами впадает в Двинскую губу Белого моря.
Северная Двина — типично равнинная река. Имеет многочисленные перекаты и острова. Русло относительно прямолинейное, шириной 400—600 м. Ниже устья Вычегды берега высокие, обрывистые, ширина русла увеличивается почти в два раза; в расширениях долины русло образует крупные излучины, разветвляется. Пойма изрезана протоками и старицами.
От устья левого притока — р. Ваги — до впадения р. Пинеги (справа) долина и русло резко сужаются, островов меньше, пойма прерывистая, склоны и берега в основном крутые. Ниже устья Пинеги река разбивается на рукава, собирающиеся в один поток у Архангельска. Далее начинается дельта реки.
У Архангельска река ещё раз собирается в одно русло, а ниже города образует многорукавную приливную дельту площадью около 900 км². Основные рукава дельты — Никольский, Мурманский, Корабельный, Маймакса и Кузнечиха.
Дельта Северной Двины начала активно осваиваться русскими поселенцами с XV века. При этом в местной топонимике сохраняются следы финно-угорского субстрата.
| Средний расход воды (м³/с) реки Северной Двины по месяцам и за год с 1881 по 1993 гг. (замеры производились на гидрологическом посту в районе с. Усть-Пинега, в 137 км от устья) |

## История

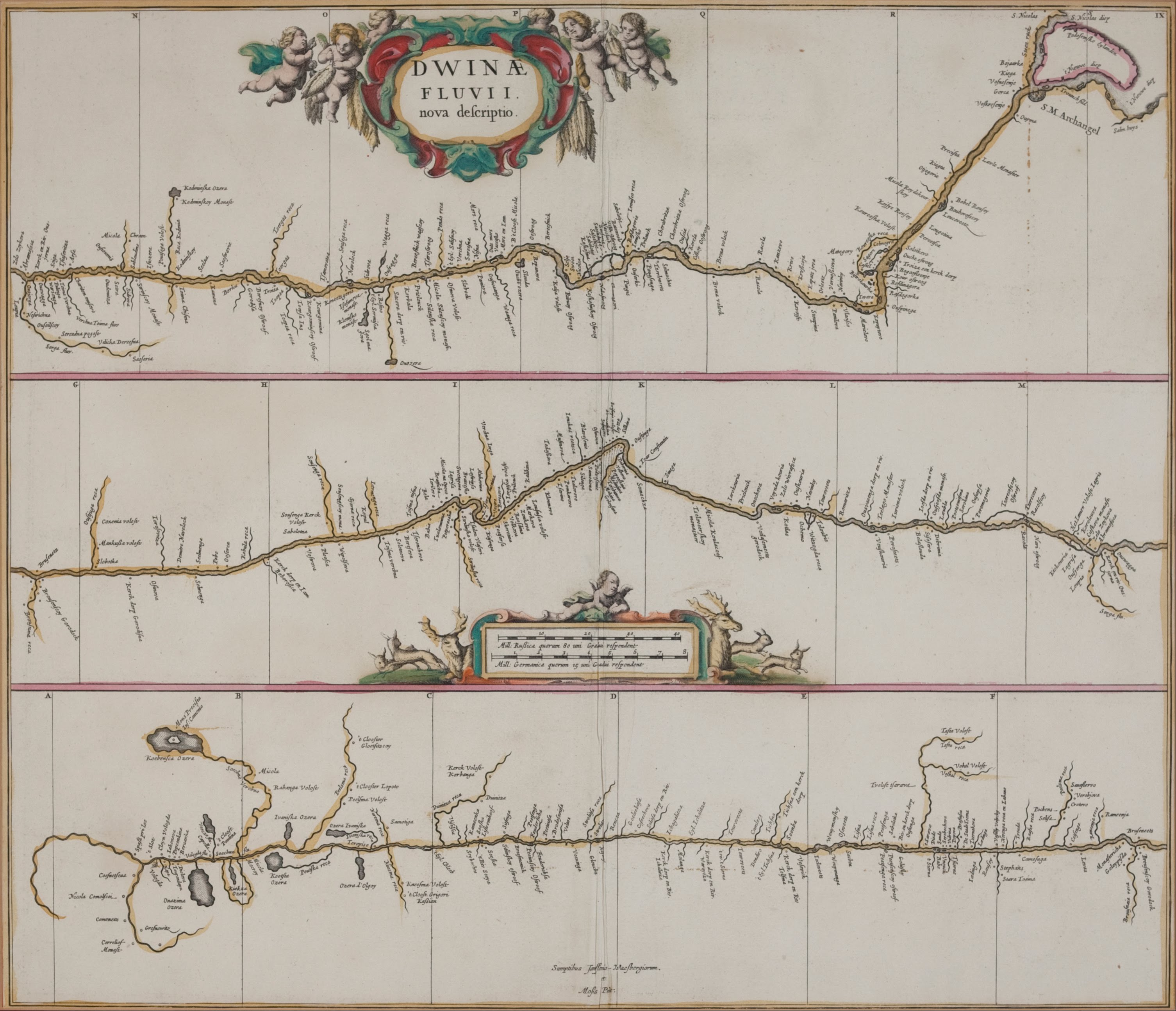
Карта течения Северной Двины из атласа Яна Янсона, 1680 г.

В устюжской летописи о Северной Двине записано: «Реки Юг и Сухона, совокупившиеся воедино слияние, третью реку из себя производят, которая особенно восприемлет именование Двина, потому наречеся, что сдвинулись две и производят из себя третью… Сия река Двина… простирается от горы Гледен на шестьсот вёрст и далее и впадает в великое море-океан, в Соловецкую пучину».
С 1553 по 1713 годы река была фактически единственной безопасной торговой артерией, связывавшей Россию напрямую со странами Северной и Западной Европы. К XIX веку утратила торговое значение, но её устье рассматривалось Российской империей как стратегическое место для обороны Архангельска на пути к центру европейской России.

Мы понемногу плывём по Сухоне, — Тотьма, Великий Устюг, необыкновенно высокие, слоистые берега «Опоки», — скоро Сухона соединится с Югом широким, будет Малая Двина, а там вольётся огромная Вычегда, и мы въедем в Северную Двину.— М. М. Пришвин. «Берендеева чаща»
К 1917 году в бассейне Северной Двины действовало 131 пароходство и пароходное общество, из них перевозками пассажиров занималось 20. Общий флот составлял 408 судов. Самым крупным было Северное пароходное общество «Котлас — Архангельск — Мурман», которое владело 50 паровыми судами. Братья Володины владели 20 судами, остальные имели от 1 до 7 судов.
2 августа 1918 года для преграждения пути кораблям английских интервентов между ранее затопленными ледоколами «Святогор» и «Микула Селянинович» в судоходном канале между Архангельском и островом Мудьюгский был затоплен минный заградитель «Уссури», который до сегодняшнего дня находится на фарватере реки, заставляя огибать его проходящие корабли.
При отступлении английские интервенты заминировали Северную Двину неконтактными донными минами, после их обнаружения в сентябре 1919 года в Советской России началась работа по созданию неконтактных тралов. После уничтожения мин навигация по реке была восстановлена.

## Фауна
В реке обитает около 30 видов рыб, среди которых стерлядь, нельма, ряпушка, пыжьян, лещ, навага, сёмга, сиговые, частиковые и др.

## Гидрология
Питание смешанное, с преобладанием снегового (50—60 %). Замерзает в конце октября — начале ноября, вскрывается от начала апреля до начала мая. Весеннее половодье с апреля по июнь. В бассейне реки — около 62 тыс. рек и 17,6 тыс. озёр (самое крупное — Кубенское). Среднегодовой расход воды — у слияния Сухоны и Юга 730 м³/с, в устье 3420 м³/с.
Диапазон колебания уровней воды в течение года — 5,5—9 м. Наибольший размах колебаний уровня между устьями рек Ваги и Пинеги до 14 м. Ледоход бурный с частыми заторами, приводящими к резкому и значительному повышению уровня воды и наводнениям в населённых пунктах. Средняя мутность воды 31 г/м³, годовой сток взвешенных наносов 3,3 млн тонн.
Короткопериодные колебания взвешенных веществ в дельте Северной Двины примерно на порядок превышают аналогичные их изменения на придельтовом участке реки и, в основном, зависят от изменений скорости приливо-отливных течений. Локальные максимумы их концентраций в полусуточном цикле обычно приурочены к времени фиксации наибольших скоростей течений в фазы отлива и прилива, локальные минимумы к срокам появления минимальных скоростей.
Воды относятся к карбонатно-кальциевому типу. Минерализация реки может достигать 100 мг/л в районах, приближённых к дельте. В остальной части реки показатель равен 50 мг/л и менее.

## Притоки
Основные притоки: Вычегда, Пинега, Вага, Юмиж. Соединена через реку Сухона, озеро Кубенское и др. с Волго-Балтийским водным путём (Северо-Двинская водная система); через реку Пинега и канал Кулой — Пинега — с рекой Кулой; через притоки реки Вычегда и Североекатерининский канал — с рекой Камой.
Список притоков (расстояние от устья)
- Лодьма
- Лая
- Юрас
- 54 км: водоток прот. Уемлянка (Уйма)
- 59 км: водоток рук. Мечка (Полой Мечка)
- 71 км: река Лявля (Лавля)
- 79 км: водоток рук. Косковский
- 84 км: река Лындога (Ракулка)
- 90 км: река Чируха
- 95 км: водоток рук. Курополка
- 99 км: река Вождоромка (Воджеромка, Воджом)
- 114 км: река Большая Юра
- 137 км: река Пинега
- 147 км: река Варга
- 180 км: река Хепалка
- 183 км: ручей Средний
- 188 км: река Обокша
- 194 км: река Веклимиха
- 199 км: река Смердья
- 216 км: река Сия
- 222 км: река Челмохта
- 228 км: река Пяжма
- 233 км: река Пукшеньга (Покшеньга)
- 234 км: водоток рук. Репный
- 240 км: река Пингиша (Пингича)
- 241 км: река Емца
- 268 км: ручей Николка
- 274 км: река Большая Кирокса
- 301 км: река Моржевка (Моржева)
- 311 км: река Юмата (Юма)
- 316 км: река Усолка
- 325 км: река Большая Шеньга (Шонга)
- 329 км: река Малая Шеньга
- 334 км: река Ваеньга
- 339 км: река Пянда
- 353 км: река Ольховка
- 362 км: река Вага
- 365 км: река Лудега
- 376 км: водоток рук. Чамовский
- 402 км: водоток прот. Рубылисский (Рубелевский Полой)
- 406 км: река Тулгас
- 413 км: река Нюма
- 421 км: водоток прот. Сельменгский Полой
- 434 км: река Тёда
- 435 км: водоток прот. Борчаха (Борчанка)
- 442 км: река Кодима (Кодьма, Кодеша)
- 445 км: водоток прот. Курья
- 454 км: водоток прот. Курья
- 462 км: река Нижняя Тойма
- 466 км: река Нюхмиж
- 478 км: река Нозица
- 484 км: река Ноза
- 488 км: река Сефтра (Севтра)
- 492 км: река Чащевка
- 493 км: река Унжица
- 502 км: река Кокса
- 502 км: река Сойга
- 505 км: река Кынтыш
- 509 км: река Верхняя Тойма
- 512 км: река Паленьга
- 517 км: река Малая Свага
- 519 км: река Большая Свага
- 526 км: река Ёрга
- 543 км: река Авнюга (Авнега)
- 547 км: водоток рук. Песчаный Полой (Паячный)
- 563 км: река Ракулка
- 582 км: водоток прот. Сямовский Полой
- 594 км: водоток прот. Тихий Полой
- 596 км: река Шокша
- 611 км: река Ездринга
- 616 км: река Лябла (Лябля)
- 617 км: водоток прот. Песчанский Полой
- 619 км: ручей Нечмеж
- 624 км: река Евда
- 638 км: река Бродовая
- 643 км: река Канза
- 652 км: река Вонгода (Вонгодица)
- 656 км: водоток прот. Новинский Полой
- 665 км: река Ергус (Иоргус)
- 670 км: водоток прот. Шеберниха
- 673 км: река Вычегда
- 673 км: водоток рук. Вондокурский Полой
- 674 км: река Котлашанка
- 702 км: река Ухтомка
- 717 км: река Лапинка
- 719 км: река Савватиевка
- 727 км: река Шомокса (Шемокса, Шемокс)
- 735 км: река Стрига
- 738 км: река Чёрная
- 744 км: река Юг
- 744 км: река Сухона

## Населённые пункты
В верховьях Северной Двины расположены города Великий Устюг, Красавино (оба относятся к Вологодской области), Котлас; вблизи устья — Новодвинск, Архангельск, Северодвинск.

## Судоходство

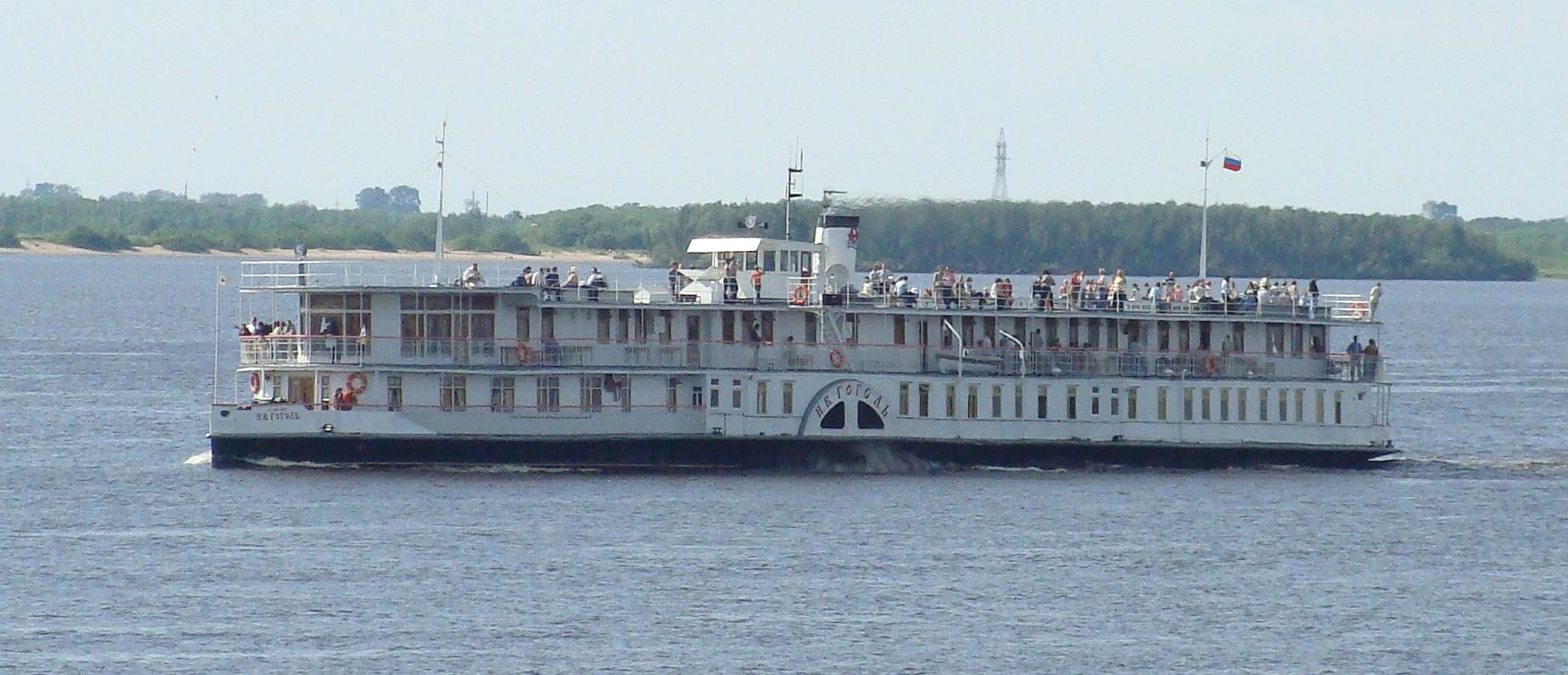
Пароход «Н. В. Гоголь»

Северная Двина судоходна на всём протяжении. В середине XIX века существовал план улучшения судоходства по Северной Двине в районе Архангельска, над ним работал американский инженер Джордж Уистлер.
Крупные морские суда могут заходить только в морской порт Экономия, вблизи устья. Периодически в районе Архангельского порта проводят дноуглубительные работы. Ежегодно во время половодья вода приносит большое количество мусора, песка и ила, ухудшающего судоходство.
На Северной Двине работает «Н. В. Гоголь» — самый старый сохранившийся колёсный пароход России, всё ещё находящийся в эксплуатации как круизное судно (построен в 1911 году).

### Происшествия
8 (21) сентября 1912 года произошла крупная катастрофа на Северной Двине: у острова Корабельный (Бревенник) после столкновения с буксирным пароходом «Прогресс» затонул шедший от соломбальской пристани пароход «Обновка», который должен был развезти по посёлкам рабочих маймаксанских лесопильных заводов. В катастрофе погибло 115 человек. Две ещё более масштабные катастрофы произошли в дельте реки во время Первой мировой войны: 17 октября 1916 года в результате диверсии взорвался пароход «Барон Дризен» в архангельском порту Бакарица (взорвалось около 1600 тонн взрывчатых веществ, погибло более 600 человек), а 13 января 1917 года взорвались пароходы «Семён Челюскин» и «Байропия» в архангельском аванпорту Экономия (погибло около 300 человек).

## Фотографии

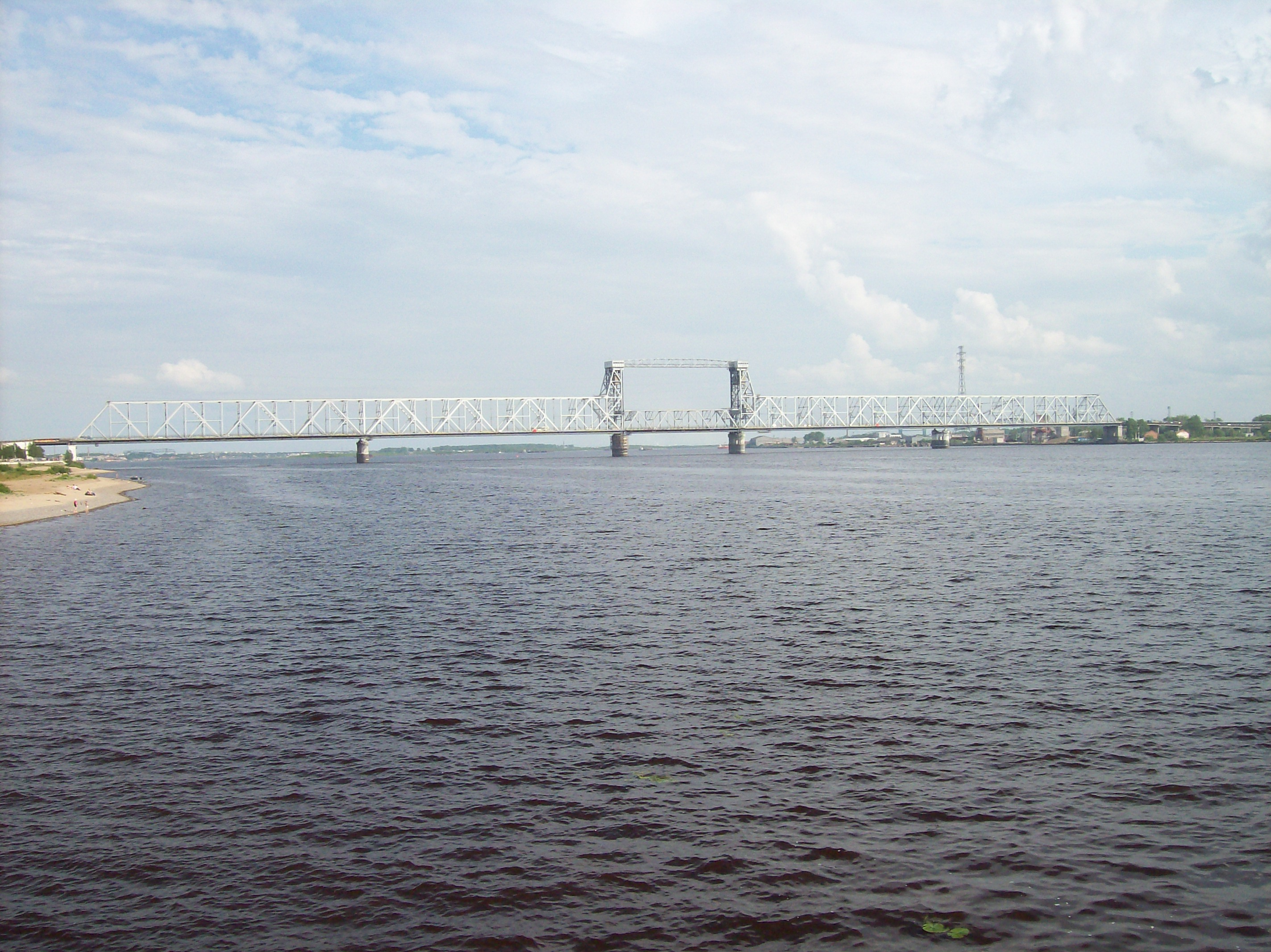
Мост через Северную Двину в Архангельске
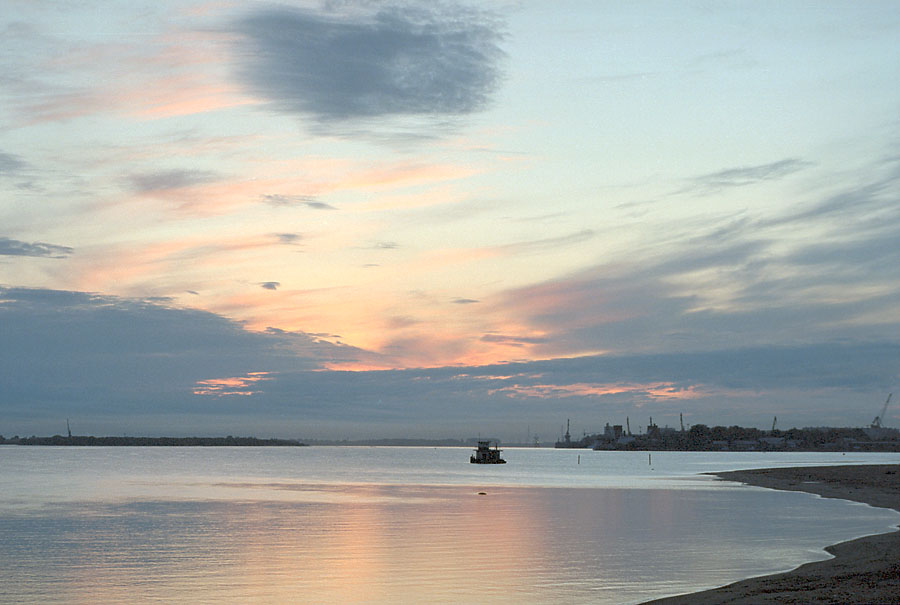
Северная Двина в Архангельске
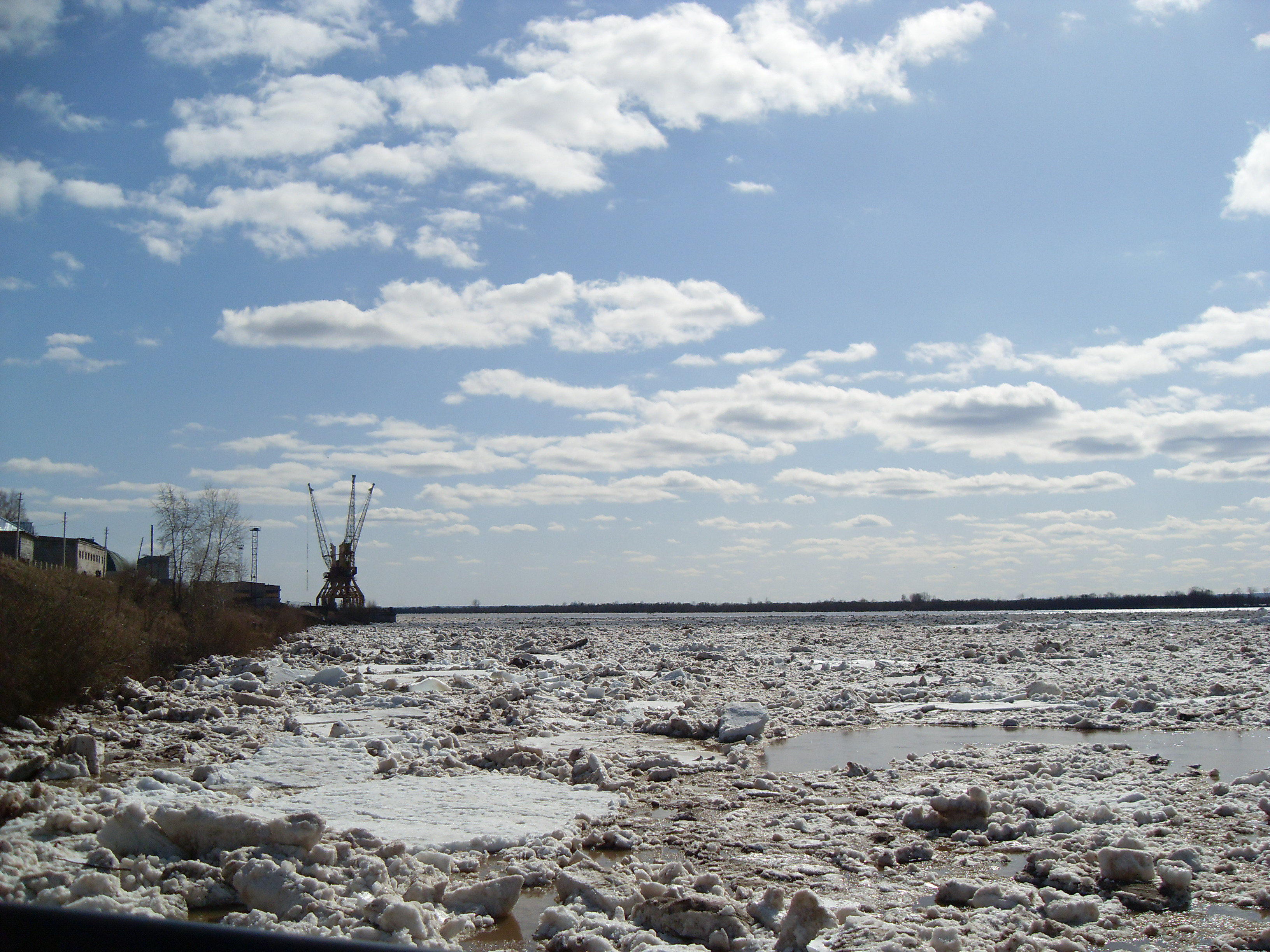
Ледоход на Северной Двине у Котласа
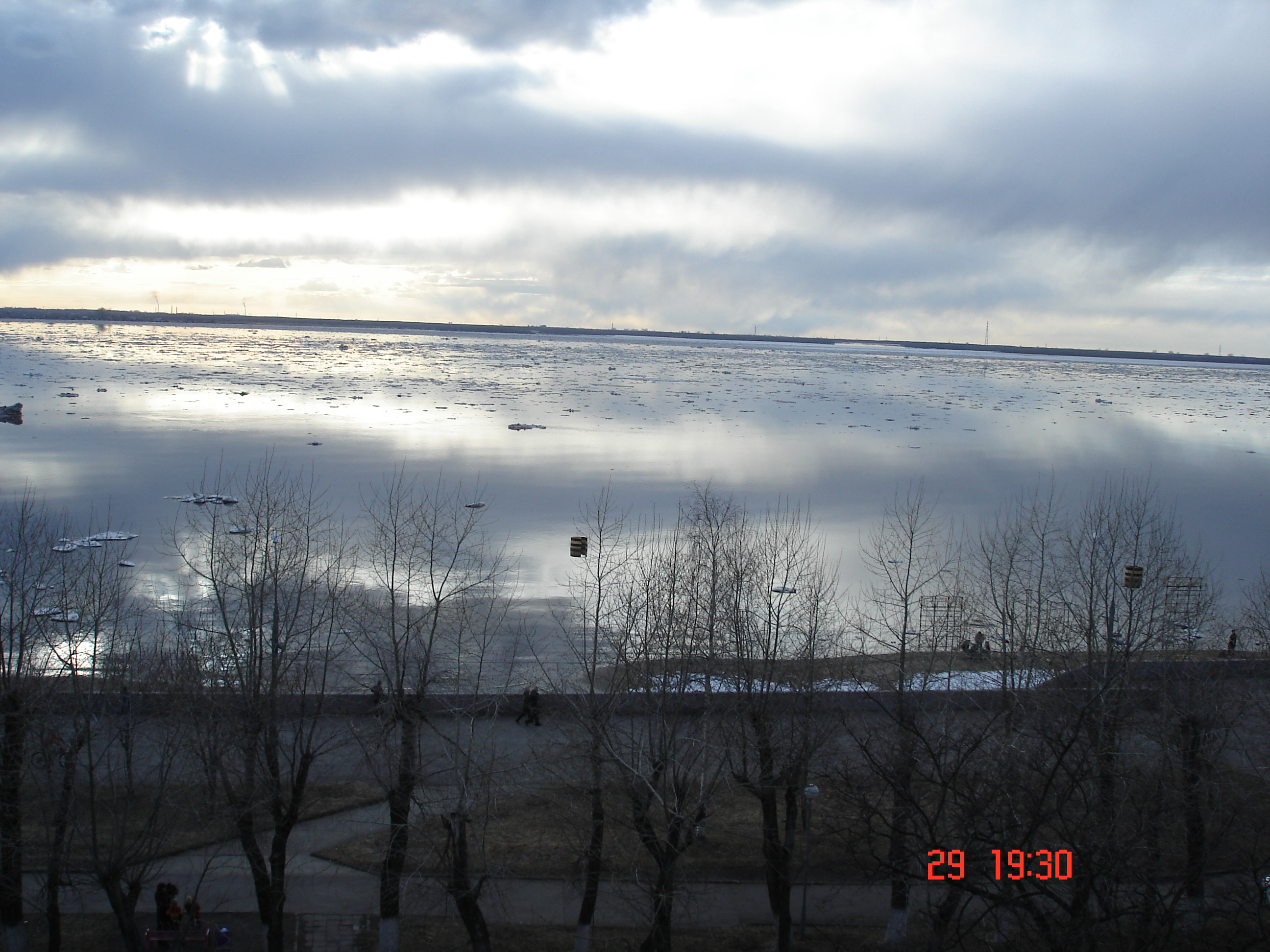
Ледоход на Северной Двине в районе Архангельска
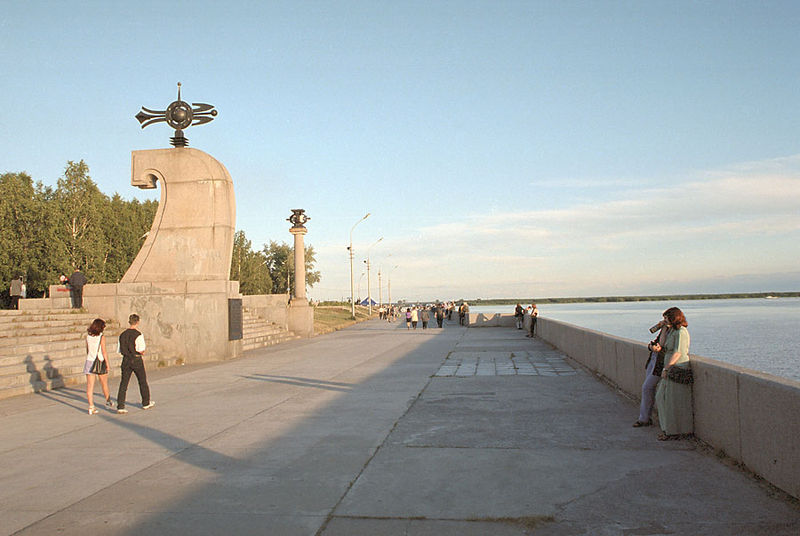
Двинский причал